# Alexander Bernstein
Alexander Bernstein, Baron Bernstein of Craigweil (* 15. März 1936 in London; † 12. April 2010 ebenda) war ein britischer Politiker (Labour) und Geschäftsführer von Granada TV plc.

## Leben
Bernstein, dessen Urgroßvater als Immigrant aus Lettland nach Großbritannien kam, wuchs in der Nähe von Bognor Regis auf und besuchte die Stowe School in Buckingham in der Grafschaft Buckinghamshire. Er studierte Wirtschaftswissenschaften (Economics) am St John’s College der University of Cambridge.
Nach dem Studium begann er seine berufliche Laufbahn 1959 als Assistent Manager eines Kinos im Londoner Stadtteil Brixton. 1961 ging er als Trainee zu Granada TV in Manchester, einem britischen Medienunternehmen, das von seinem Onkel Sidney Bernstein und seinem Vater Cecil Bernstein gegründet worden war. Von 1964 bis 1979 war er als Direktor (Director) bei der Granada Group plc tätig, von 1971 bis 1975 war er Mitgeschäftsführer (Joint Managing Director) von Granada Television Ltd. Von 1977 bis 1986 war er Vorstandschef (Chairman) von Granada TV Rental Ltd. Von 1979 bis 1996 war er Vorstandsvorsitzender der Granada Group plc. 1996, nach 32 Jahren im Unternehmen,  zog sich Bernstein aus der Unternehmensleitung zurück und ging in den Ruhestand.
Bernstein wurde am 15. Mai 2000 zum Life Peer als Baron Bernstein of Craigweil, of Craigweil in the County of West Sussex erhoben. In Zusammenhang mit seiner Ernennung zum Life Peer wurde spekuliert, dass die Ernennung als Ausgleich für seine finanzielle Unterstützung von Premierminister Tony Blair erfolgt sei. Bernstein hatte, gemäß der Familientradition, lange Jahre die Labour Party mit Geldspenden bedacht. Bernstein selbst wies diesen Vorwurf als „kuriosen Gedanken“ („curios concept“) zurück.
Bernstein erhielt Auszeichnungen von mehreren Universitäten. 1981 erhielt er die Ehrendoktorwürde als Doctor of Literature (D.Litt.) von der University of Salford in Salford im Metropolitan County Greater Manchester, 1996 erhielt er die Ehrendoktorwürde der Rechtswissenschaften als Doctor of Law (LL.D.) von der University of Manchester.
Privat galt seine Leidenschaft der Kunst und dem Theater. Er war ein begeisterter Sammler zeitgenössischer Kunst. Seine private Kunstsammlung umfasste Werke von Roy Lichtenstein, Jasper Johns und Kenneth Noland. Er war seit 1966 Leiter (Director) und Miteigentümer der Waddington Galleries in der Cork Street in London. Er war Vorsitzender (Chairman) des Royal Exchange Theatre in Manchester und des Old Vic Theatre. Er gründete den Quercus Trust, eine Wohltätigkeitsorganisation zur Unterstützung junger Theaterschaffender, und war außerdem Treuhänder (Trustee) des Theatres Trust. 
Zu seinen Hobbys zählte Bernstein das Skifahren und die Gartenarbeit. Bernstein starb an den Folgen einer Herzschwäche. 

## Familie
Bernstein heiratete 1962 Vanessa Anne Mills und hat einen Sohn und eine Tochter mit ihr. Das Paar ließ sich 1993 scheiden. 1995 heiratete er Angela Mary Serota, die Exfrau von Nicholas Serota.